# Kōzō Okamoto
Kōzō Okamoto (en japonès: 岡本 公三, Okamoto Kōzō) (Kumamoto, 7 de desembre de 1947) és un activista polític comunista japonès, exmilitant del grup armat Exèrcit Roig Japonès (ERJ).
Provinent d'una família de classe mitjana, va estudiar Botànica a la universitat i, als 24 anys, va ser reclutat per l'Exèrcit Roig Japonès. Durant la seva posterior estada al Líban, va ser detingut i es va convertir a l'islam. Per les seves activitats armades és buscat pel govern del Japó i va ser empresonat a Israel per la seva participació a la massacre de l'aeroport de Lod.

## Massacre de l'aeroport de Lod
El 30 de maig de 1972, juntament amb Yasuyuki Yasuda i Tsuyoshi Okudaira, va arribar a l'aeroport de Lod, a Tel-Aviv, des de Roma per mitjà del vol 132 d'Air France. Després de baixar de l'avió, els tres militants de l'Exèrcit Roig Japonès van accedir a l'àrea de retirada d'equipatge i, després de recuperar les seves pertinences, van treure les armes automàtiques que tenien a les maletes i van obrir foc contra els altres passatgers que es trobaven en aquella zona.
L'atac va ser una operació conjunta entre el Front Popular per a l'Alliberament de Palestina-Operacions Externes (FPAP-OE) i l'Exèrcit Roig Japonès. El pla previst de combinació d'esforços va ser l'Exèrcit Roig Japonès cometés atacs per al FPAP-OE, i viceversa, amb l'objectiu de reduir les sospites. El pla va funcionar, ja que Okamoto i els seus camarades van atreure poca atenció abans de l'atac.
Van matar a 26 persones i van ferir a altres 71. Yasuda va morir accidentalment en rebre un tret d'algun dels altres atacants. Okudaira va morir producte de l'explosió d'una de les seves pròpies granades de mà, sigui per una prematura explosió accidental o per suïcidi. Okamoto va ser ferit i capturat després d'intentar fugir. L'atac és recordat com a «massacre de l'aeroport de Lod».

## Judici i alliberament
Okamoto va ser jutjat en un tribunal militar israelià en aplicació del Reglament d'emergència de 1948. El tribunal li va assignar els advocats Max Kritzman i David Rotlevy. Kritzman, nascut a Chicago i preparat al Regne Unit, tenia experiència defensant a israelians acusats amb Reglament d'emergència. Amb relació al seu client, es va queixar que «aquest home no cooperarà». Okamoto es va declarar culpable i va garantir així no ser condemnat a mort. Per la qual cosa va ser condemnat i sentenciat a presó perpètua en centres penitenciaris d'Israel. També va protestar per les sol·licituds dels seus advocats de realitzar-li una avaluació psiquiàtrica.
Es diu que durant el seu empresonament va sol·licitar convertir-se al judaisme i va tractar de circumcidar-se a si mateix amb un tallaungles. El 23 de juliol de 1973, el Front Popular per a l'Alliberament de Palestina (FPAP) i l'ERJ van segrestar el vol 404 de Japan Airlines, demandant l'alliberament d'Okamoto en un intercanvi amb els ostatges a bord, però Israel es va negar a complir. El 1985 Okamoto va ser alliberat després d'estar 13 anys a la presó, com a part de l'acord de Jibril, un tracte per a l'intercanvi de presoners palestins a canvi de soldats israelians captius. Després del seu alliberament a Israel, es va traslladar a Líbia, posteriorment a Síria, i finalment al Líban, on es va reunir amb altres membres del grup armat japonès.

## Trasllat al Líban
El 15 de febrer de 1997, el Líban va detenir a cinc membres de l'ERJ: Haruo Wakō, Masao Adachi, Mariko Yamamoto, Kazuo Tohira i Okamoto per usar passaports falsificats i violacions de visats. El 31 de juliol de 1997 el jutge Soheil Abdul-Shams els va condemnar a tres anys de presó. Una vegada finalitzada la pena privativa del llibertat, els altres quatre membres de l'ERJ van ser deportats a Jordània i, posteriorment, des d'Amman, van ser traslladats al Japó en un avió rus. No obstant això, l'any 2000 el govern libanès va concedir l'asil polític a Okamoto perquè, «va participar en operacions de resistència contra Israel i va ser torturat en presons israelianes». Abans, però va acceptar convertir-se a l'islam i adoptar «Ahmad» com a nom.
Okamoto continua sent buscat pel govern japonès, el qual ha sol·licitat la seva extradició. El 2016 es va informar que vivia en un camp de refugiats prop de Beirut. Aquell mateix any, el partit de govern palestí Fatah va oferir «mil salutacions» als «herois de l'operació de l'aeroport de Lod» i al «camarada Okamoto». El portaveu de Fatah, Munir Jaghob, va dir que estaven orgullosos de tota la gent que havia treballat per la causa palestina. El maig de 2017 va concedir una entrevista a Beirut al diari japonès Mainichi Shimbun en la qual va dir que «algun dia vull tornar al Japó».
El 30 de maig de 2022 va aparèixer en una cerimònia a Beirut en commemoració del 50è aniversari de l'atac, en què va dipositar una corona de flors a les tombes dels seus companys d'escamot de l'ERJ i es va deixar fotografiar al costat dels partidaris del FPAP.

## En la cultura popular
- A la novel·la de Tom Clancy titulada  The Sum of All Fears, el subdirector del Mossad descriu al protagonista Jack Ryan l'arrest i conversió al judaisme d'Okamoto, al·legant que va intentar circumcidar-se amb les seves pròpies dents, en lloc d'un tallaungles, i va agregar: «Mai em diguis que alguna cosa és massa boja per ser veritat».